# Bob ai XII Giochi olimpici invernali
Ai XII Giochi olimpici invernali svoltisi nel 1976 a Innsbruck (Austria) vennero assegnate due medaglie, bob a 2 e bob a 4 maschili.

## Calendario
| Uomini | Bob a due | Bob a due |  |  |  |  |  | Bob a quattro | Bob a quattro |   |
| Finali |           | 1         |  |  |  |  |  |               | 1             | 2 |

## Atleti iscritti
| America (18)                                                         | America (18)                                                      | America (18)                |
| -------------------------------------------------------------------- | ----------------------------------------------------------------- | --------------------------- |
| - Canada (9)                                                         | - Stati Uniti (9)                                                 |                             |
| Asia (4)                                                             |                                                                   |                             |
| - Giappone (4)                                                       |                                                                   |                             |
| Europa (70)                                                          |                                                                   |                             |
| - Austria (10) - Cecoslovacchia (2) - Francia (5) - Germania Est (8) | - Germania Ovest (8) - Italia (9) - Regno Unito (8) - Romania (8) | - Svezia (4) - Svizzera (8) |

## Podi

### Uomini
| Evento                   | Oro                                                                                 | Tempo   | Argento                                                         | Tempo   | Bronzo                                                                              | Tempo   |
| Bob a due (dettagli)     | Germania Est II Meinhard Nehmer Bernhard Germeshausen                               | 3:44.42 | Germania Ovest I Wolfgang Zimmerer Manfred Schumann             | 3:44.99 | Svizzera I Erich Schärer Josef Benz                                                 | 3:45.70 |
| Bob a quattro (dettagli) | Germania Est I Meinhard Nehmer Jochen Babock Bernhard Germeshausen Bernhard Lehmann | 3:40.43 | Svizzera II Erich Schärer Ulrich Bächli Rudolf Marti Josef Benz | 3:40.89 | Germania Ovest I Wolfgang Zimmerer Peter Utzschneider Bodo Bittner Manfred Schumann | 3:41.37 |

## Medagliere
| Posizione | Paese          |   |   |   | Totale |
| --------- | -------------- | - | - | - | ------ |
| 1         | Germania Est   | 2 | 0 | 0 | 2      |
| 2         | Germania Ovest | 0 | 1 | 1 | 2      |
| 2         | Svizzera       | 0 | 1 | 1 | 2      |
| Totale    | Totale         | 2 | 2 | 2 | 6      |